# Pfannelspitze
La Pfannelspitze è un monte dei monti di Fundres all'estremo nord della Valle di Valles e la Val di Fundres, alto 2709 metri. Si tratta di un monte prossimo alla Punta Riva; è separato da questa a est dalla Cima di Valmala dal passo che conduce in Val di Fundres.